# Ben Bull
Benjamin Henry „Ben“ Bull (* 3. Januar 1872 in Spondon; † 4. Quartal 1951 in Derby) war ein englischer Fußballspieler.

## Karriere
Bull verdiente seinen Lebensunterhalt als Gießer, bevor er sich 1892 beim Leicestershire Regiment verpflichtete. Als er im Dezember 1894 mit deren Fußballauswahl ein Freundschaftsspiel gegen den FC Loughborough bestritt, beeindruckte er die Verantwortlichen des Fußballklubs derart, dass er wenig später unter Vertrag genommen wurde. Bull bestritt in der Rückrunde der Saison 1894/95 noch 15 Partien (3 Tore) in der Midland League, als Loughborough überlegen die Meisterschaft gewann und wenig später in die Football League Second Division aufgenommen wurde. Dort bestritt er mit Loughborough das erste Spiel des Klubs in der neuen Spielklasse (0:3 gegen Newcastle United) und kam in den folgenden Wochen zumeist als linker Außenstürmer zu weiteren sechs Liga- und vier Pokaleinsätzen. Bulls Entwicklung nahm eine weitere Stufe, als er von der Leicestershire Football Association gemeinsam mit seinen Mannschaftskameraden Hugh Monteith, George Swift, Charles Dickson und Tom Cotterill für ein Spiel gegen Cambridge University AFC nominiert wurde und am 1. Dezember 1895 für eine Ablöse von £40 vom Ligakonkurrenten FC Liverpool verpflichtet wurde.
Dort kam er bis Saisonende, als Liverpool die Meisterschaft der Second Division 1895/96 gewann, nur zu einem Einsatz. Als Ersatz für Malcolm McVean spielte Bull am 25. Januar 1896 bei einem 6:1-Erfolg über Lincoln City auf der Rechtsaußen-Position und erzielte dabei den zweiten Treffer für Liverpool. Anfang 1897 wurde er in die Lancashire Combination zu Oldham County transferiert, zur Saison 1897/98 schloss er sich dem FC Reading in der Southern League an, kam dort aber nur zu einem Ligaauftritt.
Nach dem Ende seiner Fußballerlaufbahn war Bull beruflich als Maler tätig und diente bei den Imperial Yeomanry im Zweiten Burenkrieg in Südafrika, wo er 1901 aus medizinischen Gründen ausgemustert wurde.